# Takashi Ishimoto
Takashi Ishimoto (石本隆?, Ishimoto Takashi; Kōchi, 6 aprile 1935 – Kōchi, 1º marzo 2009) è stato un nuotatore giapponese.

## Carriera
Specializzato nella farfalla ha vinto la medaglia d'argento nei 200 m alle Olimpiadi di Melbourne 1956.
È stato primatista mondiale dei 100 m e 200 m farfalla e della staffetta 4x100 m misti.

## Palmarès
- Olimpiadi

Melbourne 1956: argento nei 200 m farfalla.
- Giochi asiatici

1954 - Manila: oro nei 200 m farfalla.
1958 - Tokyo: oro nei 100 m e 200 m farfalla.